# 畢濟川
畢濟川（1469年—？），字汝舟，江西廣信府貴溪縣人，軍籍，明朝政治人物。

## 生平
弘治十一年（1498年）戊午科江西鄉試第二名舉人。弘治十五年（1502年）中式壬戌科會試第四名，二甲第四十二名進士，授翰林院編修，正德元年（1506年）八月送母还乡。

## 家族
曾祖畢德興；祖父畢淵，國子生 贈工部主事；父畢瑜，按察司提學僉事。母方氏（封安人）。慈侍下。弟畢濟時（贡士）、畢濟民。侄子畢三才。